# Hermanas de la Caridad de Nueva York
La Congregación de Hermanas de la Caridad de Nueva York (oficialmente en latín: Congregatio Neo-Eboracensis Sororum Caritatis) es un congregación religiosa católica femenina, de vida apostólica y de derecho diocesano, fundada en 1847, a partir de la independencia del convento de Nueva York de las Hermanas de la Caridad de Emmitsburg. A las religiosas de este instituto se les conoce también como setonianas y posponen a sus nombres las siglas S.C.N.Y.

## Historia
La congregación deriva de las Hermanas de la Caridad de Emmitsburg, fundadas en 1809 por la religiosa estadounidense Isabel Ana Bayley. En 1817, el obispo de Nueva York, John Connolly, pidió a la fundadora un grupo de religiosas para abrir una nueva comunidad en la ciudad para que encargaran de la atención del orfanato de St. Patrick. En 1847, a causa de las diferencias entre el obispo y la superiora de la casa madre, el obispo decidió separar la casa de Nueva York y constituirla en una congregación autónoma. La primera superiora general fue Elizabeth Boyle.
El instituto recibió la aprobación como congregación religiosa de derecho diocesano en 1848, de parte de John Hughes, primer arzobispo metropolitano de Nueva York.
De las hermanas de la caridad de Nueva York surgieron las congregaciones de las Hermanas de la Caridad de Santa Isabel de Newark y las Hermanas de la Caridad de San Vicente de Paúl de Halifax.

## Organización
La Congregación de Hermanas de la Caridad de Nueva York es un instituto religioso de derecho diocesano y centralizado, cuyo gobierno es ejercido por una superiora general, hace parte de la Federación de Hermanas de la Caridad de la Tradición Vicentina-Setoniana y su sede central se encuentra en la localidad de Nazareth en el Condado de Nelson (Estados Unidos).
Las setonianas viven según el modelo de vida propuesto por Vicente de Paúl y se dedican a la educación e instrucción cristiana de la juventud y a la asistencia de huérfanos, ancianos y enfermos. Tienen algunas obras especiales para comunidades indígenas y afrodescendientes. El instituto cuenta con alrededor de 800 religiosas y 100 comunidades y están presentes en Bahamas, Chile, Guatemala y Estados Unidos.